# Pro Bowl 2019
Match précédent Match suivant
Le Pro Bowl 2019 est le match des étoiles de football américain se jouant après la saison 2018 de la National Football League.
Il se dispute au Camping World Stadium d'Orlando dans l’état de Floride aux États-Unis, le 27 janvier 2019 entre les meilleurs joueurs des deux conférences de la NFL, la National Football Conference et l'American Football Conference pour la troisième fois consécutive. C'est la dernière année du contrat liant le Pro Bowl à Orlando.
Il s'agit du 74e Pro Bowl si l'on prend en compte les cinq éditions du NFL All-Star Game disputées de 1938 à 1942.
Le match est retransmis sur les chaînes de télévision du groupe ESPN (en espagnol sur ESPN Deportes) et simultanément sur ABC et Disney XD. En radio, le match est retransmis par NFL on Westwood One Sports.
Cette diffusion simultanée marque le retour de la retransmission télévisée de l'événement et son retour sur ABC depuis le Pro Bowl 2003. Dans cette optique, le match est avancé pour se jouer l'après-midi afin de ne plus entrer en concurrence avec les émissions habituellement diffusées en primetime.

## Équipe AFC
L’équipe de l’AFC est dirigée par Anthony Lynn, entraîneur principal des Chargers de Los Angeles.
Le joueur doit accepter l'invitation à être remplaçant pour apparaître dans les listes. Celui qui refuse l'invitation n'est pas considéré comme Pro Bowler.
- (C) = le joueur a été sélectionné comme capitaine.
- a = Sélectionné comme remplaçant à la suite d'une blessure ou d'une place vacante.
- b = Blessé/joueur suspendu - sélectionné mais n'a pas participé.
- c = Remplacement du titulaire - sélectionné comme réserve.
- d = Sélectionné mais n'a pas joué car son équipe participait au Super Bowl LII

### Attaque
| Position         | Titulaires                                                | Réserve(s)                                                | Remplaçant(s)                                                   |
| ---------------- | --------------------------------------------------------- | --------------------------------------------------------- | --------------------------------------------------------------- |
| Quarterback      | 15 Patrick Mahomes, Chiefs                                | 17 Philip Rivers[b], Chargers 12 Tom Brady[d], Patriots   | 12 Andrew Luck[a], Colts 4 Deshaun Watson[a], Texans            |
| Running back     | 30 James Conner, Steelers                                 | 28 Melvin Gordon, Chargers 30 Phillip Lindsay[b], Broncos | 26 Lamar Miller[a], Texans                                      |
| Fullback         | 42 Anthony Sherman, Chiefs                                |                                                           |                                                                 |
| Wide receiver    | 10 DeAndre Hopkins[b], Texans 10 Tyreek Hill, Chiefs      | 84 Antonio Brown[b], Steelers 13 Keenan Allen, Chargers   | 19 JuJu Smith-Schuster[a], Steelers 80 Jarvis Landry[a], Browns |
| Tight end        | 87 Travis Kelce[b], Chiefs                                | 85 Eric Ebron, Colts                                      | 87 Jared Cook[a], Raiders                                       |
| Offensive tackle | 77 Taylor Lewan, Titans 78 Alejandro Villanueva, Steelers | 72 Eric Fisher, Chiefs                                    |                                                                 |
| Offensive guard  | 66 David DeCastro[b], Steelers 73 Marshal Yanda, Ravens   | 56 Quenton Nelson, Colts                                  | 75 Joel Bitonio[a], Browns                                      |
| Center           | 53 Maurkice Pouncey, Steelers                             | 53 Mike Pouncey, Chargers                                 |                                                                 |

### Défense
| Position           | Titulaires                                             | Réserve(s)                                             | Remplaçant(s)                                                  |
| ------------------ | ------------------------------------------------------ | ------------------------------------------------------ | -------------------------------------------------------------- |
| Defensive end      | 99 J. J. Watt[b], Texans 95 Myles Garrett, Browns      | 54 Melvin Ingram, Chargers                             | 93 Calais Campbell[a], Jaguars                                 |
| Defensive tackle   | 97 Geno Atkins[b], Bengals 99 Jurrell Casey[b], Titans | 97 Cameron Heyward, Steelers                           | 95 Kyle Williams[a], Bills 98 Brandon Williams (en)[a], Ravens |
| Outside linebacker | 58 Von Miller, Broncos 90 Jadeveon Clowney[b], Texans  | 55 Dee Ford, Chiefs                                    | 90 T. J. Watt[a], Steelers                                     |
| Inside linebacker  | 57 C. J. Mosley, Ravens                                | 55 Benardrick McKinney, Texans                         |                                                                |
| Cornerback         | 25 Xavien Howard, Dolphins 20 Jalen Ramsey, Jaguars    | 24 Stephon Gilmore[d], Patriots 21 Denzel Ward, Browns | 25 Chris Harris Jr.[a], Broncos                                |
| Free safety        | 33 Derwin James, Chargers                              | 32 Eric Weddle, Ravens                                 |                                                                |
| Strong safety      | 33 Jamal Adams, Jets                                   |                                                        |                                                                |

### Équipes spéciales
| Position           | Titulaires                        | Réserve(s) |
| ------------------ | --------------------------------- | ---------- |
| Punter             | 6 Brett Kern, Titans              |            |
| Kicker             | 2 Jason Myers, Jets               |            |
| Kick Returner      | 19 Andre Roberts, Jets            |            |
| Équipiers spéciaux | 31 Adrian Phillips (en), Chargers |            |
| Long snapper       | 42 Casey Kreiter (en), Broncos    |            |

## Équipe NFC
L'équipe de la NFC est dirigée par Jason Garrett, entraîneur principal des Cowboys de Dallas.
Le joueur doit accepter l'invitation à être remplaçant pour apparaître dans les listes. Celui qui refuse l'invitation n'est pas considéré comme Pro Bowler.
- (C) = le joueur a été sélectionné comme capitaine.
- a = Sélectionné comme remplaçant à la suite d'une blessure ou d'une place vacante.
- b = Blessé/joueur suspendu - sélectionné mais n'a pas participé.
- c = Remplacement du titulaire - sélectionné comme réserve.
- d = Sélectionné mais n'a pas joué car son équipe participait au Super Bowl LII

### Attaque
| Position         | Titulaires                                               | Réserve(s)                                            | Remplaçant(s)                                                                          |
| ---------------- | -------------------------------------------------------- | ----------------------------------------------------- | -------------------------------------------------------------------------------------- |
| Quarterback      | 9 Drew Brees[b], Saints                                  | 16 Jared Goff[d], Rams 12 Aaron Rodgers[b], Packers   | 3 Russell Wilson[a], Seahawks 10 Mitchell Trubisky[a], Bears 4 Dak Prescott[a], Dallas |
| Running back     | 30 Todd Gurley[d], Rams                                  | 26 Saquon Barkley, Giants 21 Ezekiel Elliott, Cowboys | 22 Alvin Kamara[a], Saints                                                             |
| Fullback         | 44 Kyle Juszczyk, 49ers                                  |                                                       |                                                                                        |
| Wide receiver    | 13 Michael Thomas[b], Saints 11 Julio Jones[b], Falcons  | 17 Davante Adams, Packers 19 Adam Thielen, Vikings    | 13 Mike Evans[a], Buccaneers 19 Amari Cooper[a], Cowboys                               |
| Tight end        | 86 Zach Ertz[b], Eagles                                  | 85 George Kittle, 49ers                               | 81 Austin Hooper[a], Falcons                                                           |
| Offensive tackle | 72 Terron Armstead[b], Saints 77 Tyron Smith[b], Cowboys | 71 Trent Williams[b], Redskins                        | 65 Lane Johnson[a], Eagles 72 Charles Leno Jr.[a], Bears 70 Jake Matthews[a], Falcons  |
| Offensive guard  | 79 Brandon Brooks[b], Eagles 70 Zack Martin[b], Cowboys  | 70 Trai Turner, Panthers                              | 75 Andrus Peat[a], Saints 67 Larry Warford (en)[a], Saints                             |
| Center           | 51 Alex Mack, Falcons                                    | 60 Max Unger[b], Saints                               | 65 Cody Whitehair[a], Bears                                                            |

### Défense
| Position           | Titulaires                                              | Réserve(s)                                    | Remplaçant(s)                                              |
| ------------------ | ------------------------------------------------------- | --------------------------------------------- | ---------------------------------------------------------- |
| Defensive end      | 94 Cameron Jordan, Saints 90 DeMarcus Lawrence, Cowboys | 99 Danielle Hunter, Vikings                   |                                                            |
| Defensive tackle   | 99 Aaron Donald[d], Rams 91 Fletcher Cox[b], Eagles     | 96 Akiem Hicks, Bears                         | 99 DeForest Buckner[a], 49ers 99 Kawann Short[a], Panthers |
| Outside linebacker | 52 Khalil Mack[b], Bears 91 Ryan Kerrigan, Redskins     | 55 Anthony Barr, Vikings                      | 54 Olivier Vernon[a], Giants                               |
| Inside linebacker  | 59 Luke Kuechly[b], Panthers                            | 54 Bobby Wagner, Seahawks                     | 55 Leighton Vander Esch[a], Cowboys                        |
| Cornerback         | 23 Kyle Fuller, Bears 21 Patrick Peterson, Cardinals    | 23 Darius Slay, Lions 31 Byron Jones, Cowboys |                                                            |
| Free safety        | 39 Eddie Jackson, Bears                                 | 22 Harrison Smith, Vikings                    |                                                            |
| Strong safety      | 21 Landon Collins[b], Giants                            |                                               | 27 Malcolm Jenkins[a], Eagles                              |

### Équipes spéciales
| Position           | Titulaires                      | Réserve(s)                   |
| ------------------ | ------------------------------- | ---------------------------- |
| Punter             | 4 Michael Dickson, Seahawks     |                              |
| Kicker             | 2 Aldrick Rosas, Giants         |                              |
| Kick Returner      | 29 Tarik Cohen, Bears           |                              |
| Équipiers spéciaux | 58 Cory Littleton (en), Rams[d] | 31 Michael Thomas[a], Giants |
| Long snapper       | 48 Don Muhlbach (en), Lions     |                              |

## Nombre de sélection par franchise
| Équipes                            | Nb. |
| ---------------------------------- | --- |
| Ravens de Baltimore                | 4   |
| Bills de Buffalo                   | 1   |
| Bengals de Cincinnati              | 1   |
| Browns de Cleveland                | 4   |
| Broncos de Denver                  | 3   |
| Texans de Houston                  | 5   |
| Colts d'Indianapolis               | 3   |
| Jaguars de Jacksonville            | 1   |
| Chiefs de Kansas City              | 6   |
| Chargers de Los Angeles            | 7   |
| Dolphins de Miami                  | 1   |
| Patriots de la Nouvelle-Angleterre | 2   |
| Jets de New York                   | 3   |
| Raiders d'Oakland                  | 0   |
| Steelers de Pittsburgh             | 8   |
| Titans du Tennessee                | 3   |

| Équipes                       | Nb. |
| ----------------------------- | --- |
| Cardinals de l'Arizona        | 1   |
| Falcons d'Atlanta             | 3   |
| Panthers de la Caroline       | 2   |
| Bears de Chicago              | 6   |
| Cowboys de Dallas             | 6   |
| Lions de Détroit              | 2   |
| Packers de Green Bay          | 2   |
| Rams de Los Angeles           | 4   |
| Vikings du Minnesota          | 4   |
| Saints de La Nouvelle-Orléans | 8   |
| Giants de New York            | 4   |
| Eagles de Philadelphie        | 4   |
| 49ers de San Francisco        | 3   |
| Seahawks de Seattle           | 3   |
| Buccaneers de Tampa Bay       | 1   |
| Redskins de Washington        | 2   |

## Règles du match
Les règles du match de 2019 sont identiques à celles des cinq précédentes éditions.
Pour la 6e année consécutive, le Pro Bowl est régi différemment des matchs de saisons régulières NFL à savoir entre autres règles :
- qu'il n'y a pas de kickoff
- que chaque quart-temps bénéficie d'un temps-mort à deux minutes de leur fin (2 minutes warning)[23].

De plus, le temps d'appel au jeu sera de 35 secondes et l'horloge ne s'arrêtera pas après une passe incomplète sauf s'il reste moins de 2 minutes de jeu avant les mi-temps ou la fin de la prolongation.
Comme pour le précédent Pro Bowl, la règle de contact limité est d’application soit qu'une action est considérée comme terminée dès qu'un joueur est cerné ou prêt à être taclé.
Les vainqueurs recevront la somme de 67 000 $ chacun (soit 8 000 $ de plus que les futurs perdants du Superbowl LIII), les perdant empochant chacun 39 000 $. Les meilleurs joueurs du match recevront chacun un véhicule

## Résumé du match et statistiques
Début du match à 15 h 00, pluie.
| QT          | Temps       | Drive       | Drive       | Drive       | Équipe      | Description de l'action | Score | Score |
| QT          | Temps       | Jeux        | Yards       | TDP         | Équipe      | Description de l'action | NFC   | AFC   |
| ----------- | ----------- | ----------- | ----------- | ----------- | ----------- | --- | ----- | ----- |
| 1           | 11:26       | 7           | 75          | 03:34       | AFC         | TD de 18 yards par TE Eric Ebron à la suite d'une réception de passe de QB Patrick Mahomes + 1 point de conversion par K Jason Myers                         | 0     | 7     |
| 2           | 12:54       | 7           | 74          | 03:52       | AFC         | TD à la suite d'une course d'1 yard par FB Anthony Sherman + 1 point de conversion par K Jason Myers                                                         | 0     | 14    |
| 2           | 00:25       | 14          | 84          | 07:38       | AFC         | FG de 31 yards par K Jason Myers | 0     | 17    |
| 3           | 04:06       | 9           | 24          | 05:55       | AFC         | FG de 47 yards par K Jason Myers | 0     | 20    |
| 4           | 09:05       | 8           | 33          | 04:26       | NFC         | TD de 20 yards par TE Austin Hooper à la suite d'une réception de passe de QB Dak Prescott + 1 point de conversion par K Aldrick Rosas                       | 7     | 20    |
| 4           | 00:19       | 6           | 57          | 03:52       | AFC         | TD de 6 yards par CB Jalen Ramsey à la suite d’une réception de passe de QB Deshaun Watson mais la tentative de conversion à deux points par la passe échoue | 7     | 26    |
| Score final | Score final | Score final | Score final | Score final | Score final | Score final | 7     | 26    |

| Statistiques                           | NFC                                | AFC                              |
| -------------------------------------- | ---------------------------------- | -------------------------------- |
| 1er down                               | 10                                 | 24                               |
| 1er down à la course                   | 6                                  | 17                               |
| 1er down à la passe                    | 2                                  | 6                                |
| 1er down suite pénalité                | 2                                  | 1                                |
| Conversion de 3e down                  | 1/10                               | 5/12                             |
| Conversion de 4e down                  | 2/3                                | 0/2                              |
| Jeux–yards                             | 45 jeux pour 148 yards             | 65 jeux pour 416 yards           |
| Yards à la course                      | 47 yards en 9 courses (5,2 y/c)    | 54 yards en 18 courses (3 y/c)   |
| Yards à la passe                       | 101                                | 362                              |
| Passes : Réussies-Tentées-Interceptées | 14/29, 3 int.                      | 21/46, 2 int.                    |
| Réussite en zone rouge/chances         | 0/1                                | 3/4                              |
| TD                                     | 1                                  | 3                                |
| Field Goals                            | 0                                  | 2                                |
| Sacks (Nombre-Yards)                   | 7 sacks (46 yards adverses perdus) | 1 sack (3 yards adverses perdus) |
| Fumbles (Nombre/Perdus)                | 0                                  | 0                                |
| Pénalités (Nombre/Yards perdus)        | 3 pour 53 yards perdus             | 4 pour 40 yards perdus           |
| Temps de possession                    | -                                  | -                                |

| Quaterbacks         | Quaterbacks          | Quaterbacks                                                                                |
| ------------------- | -------------------- | ------------------------------------------------------------------------------------------ |
| NFC                 | Russell Wilson       | 5/8 passes réussies, 68 yards, 0 TD, 0 interception, 4 sacks subis, évaluation QB de 89,6  |
| NFC                 | Dak Prescott         | 4/11 passes réussies, 45 yards, 1 TD, 1 interception, 2 sacks subis, évaluation QB de 41,9 |
| NFC                 | Mitchell Trubisky    | 5/9 passes réussies, 34 yards, 0 TD, 1 interception, 1 sack subi, évaluation QB de 24,5    |
| NFC                 | Adam Thielen         | 0/1 passe réussie, 0 yard, 0 TD, 1 interception, 0 sack subi, évaluation QB de 0           |
| AFC                 | Patrick Mahomes      | 7/14 passes réussies, 156 yards, 1, TD, 0 interception, 0 sack subi, évaluation QB de 114  |
| AFC                 | Deshaun Watson       | 7/15 passes réussies, 128 yards, 1 TD, 1 interception, 0 sack subi, évaluation QB de 71    |
| AFC                 | Andrew Luck          | 7/17 passes réussies, 81 yards, 0 TD, 1 interception, 1 sack subi, évaluation QB de 31,8   |
| Meilleurs coureurs  |                      |                                                                                            |
| NFC                 | Ezekiel Elliott      | 3 courses pour 33 yards, 0 TD, moyenne de 11 yards/course                                  |
| AFC                 | Tyreek Hill          | 2 courses pour 24 yards, 0 TD, moyenne de 12 yards/course                                  |
| Meilleurs receveurs |                      |                                                                                            |
| NFC                 | Davante Adams        | 2 réceptions pour 41 yards, 0 TD                                                           |
| AFC                 | Keenan Allen         | 4 réceptions pour 95 yards, 0 TD                                                           |
| Meilleurs tacleurs  |                      |                                                                                            |
| NFC                 | Leighton Vander Esch | 7 tacles dont 6 en solo,                                                                   |
| AFC                 | Cameron Heyward      | 4 tacles dont 2 en solo, 1½ sack, 1 TFL, 2 hit QB                                          |

| Système | Nom             | Équipe | Poste |
| ------- | --------------- | ------ | ----- |
| Attaque | Patrick Mahomes | AFC    | QB    |
| Défense | Jamal Adams     | AFC    | SS    |